# 옌셰핑시

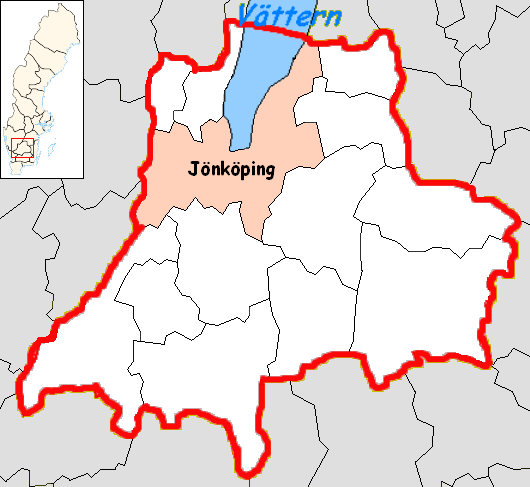
옌셰핑 시의 위치

옌셰핑시(스웨덴어: Jönköpings kommun)는 스웨덴 옌셰핑주에 위치한 지방 자치체로 행정 중심지는 옌셰핑(옌셰핑 주의 주도)이며 면적은 1,925.02km2, 인구는 135,297명(2016년 12월 31일 기준), 인구 밀도는 70명/km2이다.

시 문장

## 같이 보기
- 스웨덴의 지방 자치체